# Alexander Schleicher ASK 18
Dimensions
Le Schleicher ASK 18 est un planeur monoplace allemand construit par Alexander Schleicher GmbH & Co. Conçu pour être un planeur robuste destiné aux jeunes lâchés il est de construction simple et robuste et facile à piloter.

## Conception
L'ASK 18 conçu par Rudolf Kaiser est le dernier planeur Schleicher en construction traditionnelle alors que la construction des planeurs s'oriente vers la fibre de verre imprégnée de résine. Le fuselage est dérivé du Ka 8 et utilise des tubes en acier soudés et des lisses en épicéa. Il est entoilé. Les ailes sont celles du Ka 6E mais avec une envergure de 16 mètres. Elle repose sur un seul longeron en bois et un bord d'attaque coffré jusqu'au longeron formant boite de torsion. La partie en arrière du longeron est entoilée et les ailerons sont coffrés en contreplaqué. Le plan horizontal est celui du K 10. la dérive et le plan horizontal sont coffrés en contreplaqué et le gouvernail et les gouvernes de profondeur sont entoilées. Un compensateur Flettner est monté sur la profondeur. Seul le nez est en fibre de verre. Il se pose sur une roue fixe freinée et une béquille. Les aérofreins Schempp-Hirth se déploient sur l'extrados et l'intrados de l'aile. Le premier vol a eu lieu en octobre 1974.
La variante ASK 18B a une envergure réduite à 15 m. À la fin de la production en 1977, 38 K18 et 9 K18B avaient été construits par Schleicher. Un autre planeur a été construit à partir d'un kit sans qu'on connaisse la version. Huit autres K18-AR sont produits en Argentine .

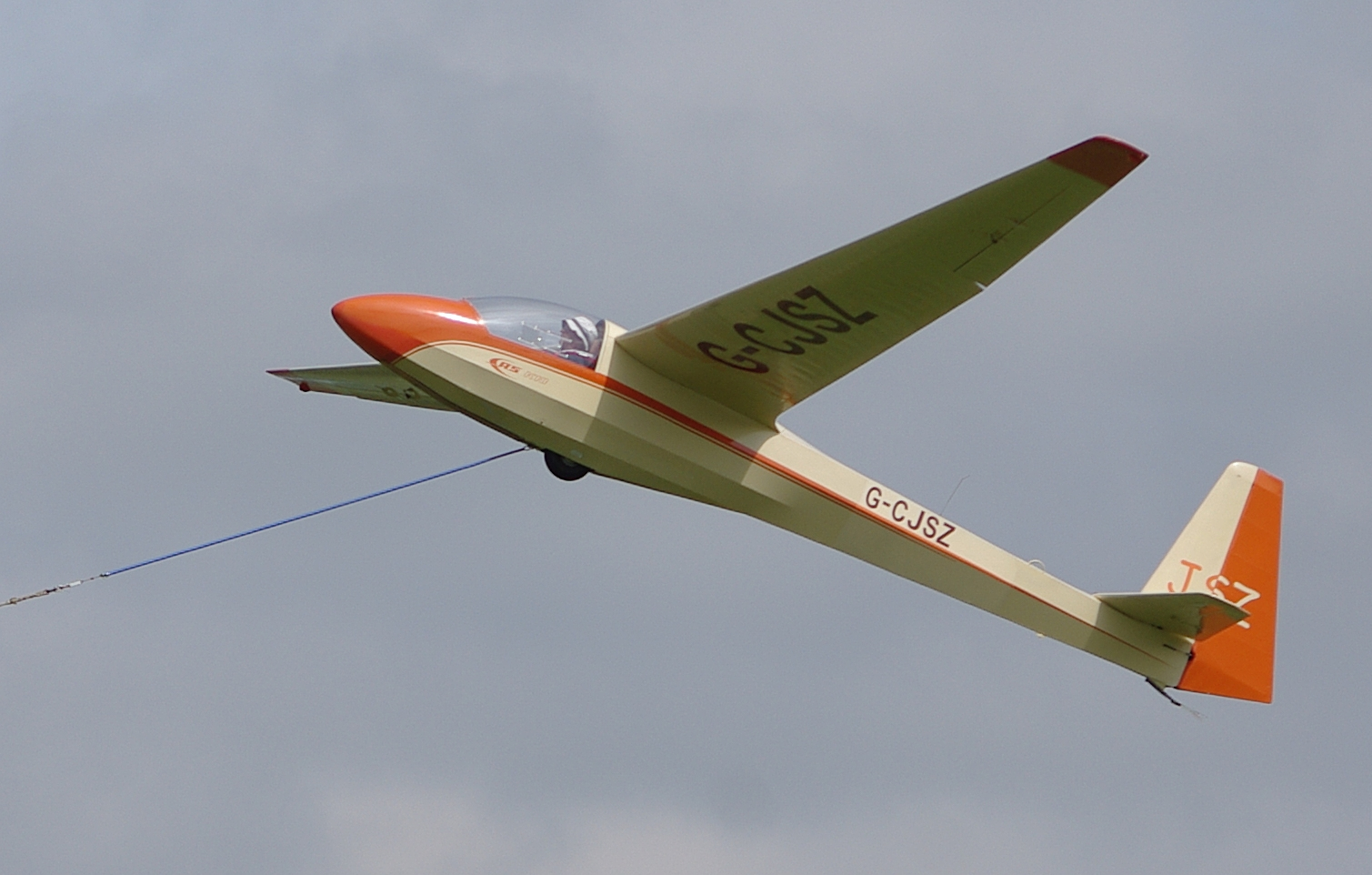
Lancement au treuil d'un ASK 18 à Camphill